# E. B. Jackson
Edmund Bellinger „E. B.“ Jackson (* 29. Juni 1879 in Aiken, South Carolina; † 12. Juli 1947 in Madison, Georgia) war ein US-amerikanischer Politiker. Zwischen 1923 und 1927 war er Vizegouverneur des Bundesstaates South Carolina.

## Werdegang
Im Jahr 1901 absolvierte E. B. Jackson die Militärakademie The Citadel in Charleston. Anschließend unterrichtete er drei Jahre lang als Lehrer, ehe er eine Laufbahn im Bankgewerbe begann. Außerdem war er ein erfolgreicher Pflanzer, der mehrere Baumwollplantagen betrieb. Er arbeitete für die First National Bank of Wagener und versorgte die Farmer und Pflanzer der Gegend mit billigen Krediten. Über 90 Prozent der vergebenen Kredite gingen an diesen Kundenkreis. Dadurch wurde die Bank vom Erfolg oder Misserfolg der Landwirtschaft abhängig. Innerhalb der Bank stieg er bis zum Präsidenten auf. Ob die Bank Schaden durch seine Kreditvergaben erlitt wird, in den Quellen nicht erwähnt.
Politisch schloss sich Jackson der Demokratischen Partei an. 1922 wurde er an der Seite von Thomas Gordon McLeod zum Vizegouverneur von South Carolina gewählt. Dieses Amt bekleidete er zwischen 1923 und 1927. Dabei war er Stellvertreter des Gouverneurs und Vorsitzender des Staatssenats. Nach seiner Zeit als Vizegouverneur ist er politisch nicht mehr in Erscheinung getreten. Er starb am 12. Juli 1947 in Madison.